# Martín Anselmi
Martín Rodrigo Anselmi (Rosário, 11 de julho de 1985) é um treinador de futebol argentino. Atualmente está sem clube.

## Juventude
Nascido em Rosário, Santa Fé, Anselmi jogou na base do Ferro Carril Oeste. Ele também é formado em jornalismo pelo DeporTEA de Buenos Aires, mas nunca trabalhou profissionalmente.

## Carreira

### Início
Anselmi começou sua carreira nas categorias de base do Excursionistas em 2015 e teve uma breve passagem pelo C.A.I antes de ser convidado por Gabriel Milito para se juntar à sua equipe no Independiente em 2016.
Em 2017, Anselmi se juntou ao Atlanta como assistente de Francisco Berscé. No ano seguinte, ele se mudou para o exterior e foi contratado o time reserva do equatoriano Universidad Católica.
Em 2019, após uma curta passagem pelo Real Garcilaso, Anselmi retornou ao Equador e se tornou assistente de Miguel Ángel Ramírez no Independiente del Valle. Ele seguiu Ramírez para o Internacional, mas deixou o clube em 11 de junho, quando o técnico foi demitido.

### Unión La Calera
Em 17 de dezembro de 2021, Anselmi foi contratado como técnico do Unión La Calera, do Campeonato Chileno, para a temporada seguinte. No dia 25 de abril seguinte, com apenas uma vitória em 11 jogos do campeonato, ele deixou o clube em um acordo mútuo.

### Independiente del Valle
Em 30 de maio de 2022, Anselmi retornou ao Independiente del Valle, agora substituindo Renato Paiva como técnico. Ele conquistou quatro títulos com o clube (incluindo a Copa Sul-Americana de 2022), antes de sair em 17 de dezembro de 2023, após perder a final da Primeira Divisão de 2023 nos pênaltis.

### Cruz Azul
Em 20 de dezembro de 2023, Anselmi foi apresentado no Cruz Azul, da Liga MX. Após sua primeira temporada no clube, o Cruz Azul terminou em 2º lugar com 33 pontos e chegou à final do Clausura, onde perdeu para o América com um placar agregado de 2 a 1.

### Porto
Em 27 de janeiro de 2025, Anselmi foi anunciado como técnico do Porto, da Primeira Liga.
Em 1 de julho de 2025, a equipe portuguesa anunciou o desligamento de Anselmi. O trabalho do argentino não resistiu à eliminação na Copa do Mundo de Clubes.

## Títulos
Independiente del Valle
- Copa Sul-Americana: 2022
- Copa Ecuador: 2022
- Supercopa do Equador: 2023
- Recopa Sul-Americana: 2023